# Battle Maximus
Battle Maximus è il tredicesimo album in studio del gruppo musicale statunitense GWAR, pubblicato nel 2013.

## Tracce
1. Intro – 1:55
2. Madness at the Core of Time – 3:30
3. Bloodbath – 3:27
4. Nothing Left Alive – 4:04
5. They Swallowed the Sun – 4:56
6. Torture – 4:47
7. Raped at Birth – 3:59
8. I, Bonesnapper (Vocals by Bonesnapper) – 4:02
9. Mr. Perfect – 5:35
10. Battle Maximus (Instrumental) – 3:38
11. Triumph of the Pig Children – 3:50
12. Falling – 2:49
13. Fly Now – 4:49
14. Carry on Wayward Son (Kansas cover, bonus track) – 5:00
15. Wheel of Punishment (bonus track) – 2:28